# Casole
Casole es una curazia situada en el castello (municipio) de San Marino (San Marino).